# UEFA Women's Cup 2006-2007
L'UEFA Women's Cup 2006-2007 è stata la sesta edizione del torneo europeo femminile di calcio per club UEFA Women's Cup, destinato alle formazioni vincitrici dei massimi campionati nazionali d'Europa. Il torneo è stato vinto per la prima volta dalle inglesi dall'Arsenal nella doppia finale contro le svedesi dell'Umeå IK.

## Formato
Partecipano al torneo 2006-2007 un totale di 43 squadre provenienti da 42 diverse federazioni affiliate all'UEFA. Il 1. FFC Francoforte ha partecipato come squadra campione in carica, quindi la Germania ha partecipato con due squadre, essendo il Turbine Potsdam qualificato come campione della Frauen-Bundesliga 2005-2006.
Il torneo si compone di tre fasi: due fasi a gironi e la fase finale ad eliminazione diretta. Accedono direttamente alla seconda fase a gironi la squadra campione in carica e le squadre appartenenti alle prime sei federazioni secondo il ranking UEFA. Alla prima fase a gironi accedono le squadre appartenenti alle restanti trentasei federazioni secondo il ranking UEFA. Le squadre vincenti i nove gironi della prima fase accedono alla seconda fase a gironi, dove le 16 squadre sono state raggruppate in 4 gironi da 4 squadre ciascuno. In ogni girone, sia della prima sia della seconda fase, le squadre giocano una contro l'altra in un mini-torneo all'italiana, ospitato da una delle quattro squadre. Accedono alla fase ad eliminazione diretta le prime due classificate di ciascuno dei quattro gironi della seconda fase. Nei quarti di finale le squadre prima classificate affrontano le squadre seconde classificate nei gironi. I quarti di finale, le semifinali e la finale si giocano con partite di andata e ritorno.
| Turno                 | Andata                      | Ritorno                     |
| --------------------- | --------------------------- | --------------------------- |
| Prima fase a gironi   | dall'8 al 13 agosto 2006    | dall'8 al 13 agosto 2006    |
| Seconda fase a gironi | dal 12 al 17 settembre 2006 | dal 12 al 17 settembre 2006 |
| Quarti                | 11-12 ottobre 2006          | 18-19 ottobre 2006          |
| Semifinali            | 4 novembre 2006             | 11-12 novembre 2006         |
| Finale                | 21 aprile 2007              | 29 aprile 2007              |

## Squadre partecipanti
| Seconda fase a gironi   | Seconda fase a gironi       | Seconda fase a gironi | Seconda fase a gironi |
| ----------------------- | --------------------------- | --------------------- | --------------------- |
| 1. FFC Francoforte (DT) | Turbine Potsdam (CN)        | Umeå IK (CN)          | Arsenal (CN)          |
| Brøndby                 | Kolbotn (CN)                | Sparta Praga          |                       |
| Prima fase a gironi     |                             |                       |                       |
| Mašinac                 | Gömrükçü Baku               | Fiammamonza (CN)      | FCF Juvisy (CN)       |
| Rossijanka              | Breiðablik (CN)             | RCD Espanyol (CN)     | Saestum               |
| Universitet Vitebsk     | Breslavia                   | 1. FC Femina          | HJK                   |
| PAOK Salonicco          | Zuchwil 05 (CN)             | Hibernian             | 1º Dezembro           |
| KÍ Klaksvík             | FC Narta Chişinău           | Clujana               | Dundalk               |
| Newtownabbey Strikers   | FC Lehenda-Cheksil Černihiv | Neulengbach           | Rapide Wezemaal       |
| Maccabi Holon           | ŽNK Maksimir                | Cardiff City Ladies   | Pärnu Jalgpalliklubi  |
| Pomurje                 | AEK Kokkinochorion          | Slovan Duslo Šaľa     | ŽFK Skiponjat         |
| SFK 2000                | Alma-KTZh                   | NSA Sofia             | Gintra Universitetas  |

## Prima fase a gironi
Le partite dei singoli gironi della prima fase sono state ospitate da una delle quattro squadre, indicata in corsivo.

### Girone 1
| Pos. | Squadra             | Pt | G | V | N | P | GF | GS | DR  |
| ---- | ------------------- | -- | - | - | - | - | -- | -- | --- |
| 1.   | Saestum             | 9  | 3 | 3 | 0 | 0 | 15 | 1  | +14 |
| 2.   | Cardiff City Ladies | 6  | 3 | 2 | 0 | 1 | 5  | 4  | +1  |
| 3.   | ŽNK Maksimir        | 3  | 3 | 1 | 0 | 2 | 10 | 10 | 0   |
| 4.   | Dundalk             | 0  | 3 | 0 | 0 | 3 | 1  | 16 | -15 |

| 8 agosto 2006  | Cardiff City Ladies | 2 - 0 | Dundalk             | Zagabria |
| 8 agosto 2006  | Saestum             | 7 - 0 | ŽNK Maksimir        | Zagabria |
| 10 agosto 2006 | Saestum             | 6 - 1 | Dundalk             | Zagabria |
| 10 agosto 2006 | ŽNK Maksimir        | 2 - 3 | Cardiff City Ladies | Zagabria |
| 13 agosto 2006 | Cardiff City Ladies | 0 - 2 | Saestum             | Zagabria |
| 13 agosto 2006 | Dundalk             | 0 - 8 | ŽNK Maksimir        | Zagabria |

### Girone 2
| Pos. | Squadra      | Pt | G | V | N | P | GF | GS | DR  |
| ---- | ------------ | -- | - | - | - | - | -- | -- | --- |
| 1.   | RCD Espanyol | 9  | 3 | 3 | 0 | 0 | 12 | 1  | +11 |
| 2.   | Juvisy       | 6  | 3 | 2 | 0 | 1 | 12 | 1  | +11 |
| 3.   | Hibernian    | 3  | 3 | 1 | 0 | 2 | 3  | 11 | -9  |
| 4.   | KÍ Klaksvík  | 0  | 3 | 0 | 0 | 3 | 1  | 15 | -14 |

| 8 agosto 2006  | Juvisy       | 6 - 0 | KÍ Klaksvík  | Livingston |
| 8 agosto 2006  | Hibernian    | 1 - 4 | RCD Espanyol | Livingston |
| 10 agosto 2006 | Juvisy       | 0 - 1 | RCD Espanyol | Livingston |
| 10 agosto 2006 | KÍ Klaksvík  | 1 - 2 | Hibernian    | Livingston |
| 13 agosto 2006 | Hibernian    | 0 - 6 | Juvisy       | Livingston |
| 13 agosto 2006 | RCD Espanyol | 7 - 0 | KÍ Klaksvík  | Livingston |

### Girone 3
| Pos. | Squadra               | Pt | G | V | N | P | GF | GS | DR  |
| ---- | --------------------- | -- | - | - | - | - | -- | -- | --- |
| 1.   | Breiðablik            | 9  | 3 | 3 | 0 | 0 | 14 | 0  | +14 |
| 2.   | Neulengbach           | 6  | 3 | 2 | 0 | 1 | 8  | 4  | +4  |
| 3.   | 1º Dezembro           | 3  | 3 | 1 | 0 | 2 | 7  | 8  | -1  |
| 4.   | Newtownabbey Strikers | 0  | 3 | 0 | 0 | 3 | 2  | 19 | -17 |

| 8 agosto 2006  | 1º Dezembro           | 0 - 4 | Breiðablik            | Neulengbach |
| 8 agosto 2006  | Neulengbach           | 5 - 1 | Newtownabbey Strikers | Neulengbach |
| 10 agosto 2006 | Newtownabbey Strikers | 1 - 7 | 1º Dezembro           | Neulengbach |
| 10 agosto 2006 | Neulengbach           | 0 - 3 | Breiðablik            | Neulengbach |
| 13 agosto 2006 | 1º Dezembro           | 0 - 3 | Neulengbach           | Neulengbach |
| 13 agosto 2006 | Breiðablik            | 7 - 0 | Newtownabbey Strikers | Neulengbach |

### Girone 4
| Pos. | Squadra       | Pt | G | V | N | P | GF | GS | DR  |
| ---- | ------------- | -- | - | - | - | - | -- | -- | --- |
| 1.   | HJK           | 9  | 3 | 3 | 0 | 0 | 10 | 0  | +10 |
| 2.   | Breslavia     | 4  | 3 | 1 | 1 | 1 | 6  | 4  | +2  |
| 3.   | Zuchwil 05    | 4  | 3 | 1 | 1 | 1 | 5  | 5  | 0   |
| 4.   | ŽFK Skiponjat | 0  | 3 | 0 | 0 | 3 | 2  | 14 | -12 |

| 8 agosto 2006  | Breslavia     | 4 - 1 | ŽFK Skiponjat | Strumica |
| 8 agosto 2006  | Zuchwil 05    | 0 - 2 | HJK           | Strumica |
| 10 agosto 2006 | Breslavia     | 0 - 1 | HJK           | Strumica |
| 10 agosto 2006 | ŽFK Skiponjat | 1 - 3 | Zuchwil 05    | Strumica |
| 12 agosto 2006 | Zuchwil 05    | 2 - 2 | Breslavia     | Strumica |
| 12 agosto 2006 | HJK           | 7 - 0 | ŽFK Skiponjat | Strumica |

### Girone 5
| Pos. | Squadra              | Pt | G | V | N | P | GF | GS | DR |
| ---- | -------------------- | -- | - | - | - | - | -- | -- | -- |
| 1.   | Universitet Vitebsk  | 6  | 3 | 2 | 0 | 1 | 2  | 1  | +1 |
| 2.   | Fiammamonza          | 6  | 3 | 2 | 0 | 1 | 4  | 1  | +3 |
| 3.   | SFK 2000             | 4  | 3 | 1 | 1 | 1 | 2  | 2  | 0  |
| 4.   | Gintra Universitetas | 1  | 3 | 0 | 1 | 2 | 1  | 5  | -4 |

| 8 agosto 2006  | SFK 2000             | 0 - 1 | Fiammamonza          | Šiauliai |
| 8 agosto 2006  | Universitet Vitebsk  | 1 - 0 | Gintra Universitetas | Šiauliai |
| 10 agosto 2006 | Universitet Vitebsk  | 1 - 0 | Fiammamonza          | Šiauliai |
| 10 agosto 2006 | Gintra Universitetas | 1 - 1 | SFK 2000             | Šiauliai |
| 13 agosto 2006 | SFK 2000             | 1 - 0 | Universitet Vitebsk  | Šiauliai |
| 13 agosto 2006 | Fiammamonza          | 3 - 0 | Gintra Universitetas | Šiauliai |

### Girone 6
| Pos. | Squadra              | Pt | G | V | N | P | GF | GS | DR  |
| ---- | -------------------- | -- | - | - | - | - | -- | -- | --- |
| 1.   | Rapide Wezemaal      | 9  | 3 | 3 | 0 | 0 | 18 | 1  | +17 |
| 2.   | Mašinac              | 6  | 3 | 2 | 0 | 1 | 10 | 9  | +1  |
| 3.   | Pomurje              | 3  | 3 | 1 | 0 | 2 | 9  | 9  | 0   |
| 4.   | Pärnu Jalgpalliklubi | 0  | 3 | 0 | 0 | 3 | 2  | 20 | -18 |

| 8 agosto 2006  | Rapide Wezemaal      | 5 - 0 | ŽNK Pomurje          | Lendava |
| 8 agosto 2006  | Mašinac              | 6 - 1 | Pärnu Jalgpalliklubi | Lendava |
| 10 agosto 2006 | Pärnu Jalgpalliklubi | 0 - 7 | Rapide Wezemaal      | Lendava |
| 10 agosto 2006 | Mašinac              | 3 - 2 | ŽNK Pomurje          | Lendava |
| 13 agosto 2006 | Rapide Wezemaal      | 6 - 1 | Mašinac              | Lendava |
| 13 agosto 2006 | ŽNK Pomurje          | 7 - 1 | Pärnu Jalgpalliklubi | Lendava |

### Girone 7
| Pos. | Squadra           | Pt | G | V | N | P | GF | GS | DR  |
| ---- | ----------------- | -- | - | - | - | - | -- | -- | --- |
| 1.   | Rossijanka        | 9  | 3 | 3 | 0 | 0 | 18 | 3  | +16 |
| 2.   | Alma-KTZh         | 6  | 3 | 2 | 0 | 1 | 11 | 9  | +2  |
| 3.   | Slovan Duslo Šaľa | 3  | 3 | 1 | 0 | 2 | 4  | 11 | -7  |
| 4.   | Clujana           | 0  | 3 | 0 | 0 | 3 | 2  | 12 | -10 |

| 8 agosto 2006  | Clujana           | 0 - 1 | Slovan Duslo Šaľa | Močenok |
| 8 agosto 2006  | Alma-KTZh         | 2 - 5 | Rossijanka        | Močenok |
| 10 agosto 2006 | Rossijanka        | 7 - 0 | Clujana           | Močenok |
| 10 agosto 2006 | Alma-KTZh         | 5 - 2 | Slovan Duslo Šaľa | Močenok |
| 13 agosto 2006 | Clujana           | 2 - 4 | Alma-KTZh         | Močenok |
| 13 agosto 2006 | Slovan Duslo Šaľa | 1 - 6 | Rossijanka        | Močenok |

### Girone 8
| Pos. | Squadra                  | Pt | G | V | N | P | GF | GS | DR  |
| ---- | ------------------------ | -- | - | - | - | - | -- | -- | --- |
| 1.   | Lehenda-Cheksil Černihiv | 9  | 3 | 3 | 0 | 0 | 12 | 0  | +12 |
| 2.   | Maccabi Holon            | 4  | 3 | 1 | 1 | 1 | 6  | 4  | +2  |
| 3.   | PAOK Salonicco           | 4  | 3 | 1 | 1 | 1 | 6  | 8  | -2  |
| 4.   | AEK Kokkinochorion       | 0  | 3 | 0 | 0 | 3 | 2  | 14 | -12 |

| 8 agosto 2006  | FC Lehenda-Cheksil Černihiv | 4 - 0 | AEK Kokkinochorion          | Černihiv |
| 8 agosto 2006  | Maccabi Holon               | 1 - 1 | PAOK Salonicco              | Černihiv |
| 10 agosto 2006 | AEK Kokkinochorion          | 0 - 5 | Maccabi Holon               | Černihiv |
| 10 agosto 2006 | FC Lehenda-Cheksil Černihiv | 5 - 0 | PAOK Salonicco              | Černihiv |
| 13 agosto 2006 | Maccabi Holon               | 0 - 3 | FC Lehenda-Cheksil Černihiv | Černihiv |
| 13 agosto 2006 | PAOK Salonicco              | 5 - 2 | AEK Kokkinochorion          | Černihiv |

### Girone 9
| Pos. | Squadra           | Pt | G | V | N | P | GF | GS | DR  |
| ---- | ----------------- | -- | - | - | - | - | -- | -- | --- |
| 1.   | 1. FC Femina      | 9  | 3 | 3 | 0 | 0 | 15 | 1  | +14 |
| 2.   | NSA Sofia         | 6  | 3 | 2 | 0 | 1 | 10 | 2  | +8  |
| 3.   | FC Narta Chişinău | 3  | 3 | 1 | 0 | 2 | 3  | 11 | -8  |
| 4.   | Gömrükçü Baku     | 0  | 3 | 0 | 0 | 3 | 2  | 16 | -14 |

| 8 agosto 2006  | FC Narta Chişinău | 1 - 3 | NSA Sofia         | Pravec |
| 8 agosto 2006  | Gömrükçü Baku     | 1 - 7 | 1. FC Femina      | Pravec |
| 10 agosto 2006 | Gömrükçü Baku     | 1 - 2 | FC Narta Chişinău | Pravec |
| 10 agosto 2006 | NSA Sofia         | 0 - 1 | 1. FC Femina      | Pravec |
| 13 agosto 2006 | NSA Sofia         | 7 - 0 | Gömrükçü Baku     | Pravec |
| 13 agosto 2006 | 1. FC Femina      | 7 - 0 | FC Narta Chişinău | Pravec |

## Seconda fase a gironi
Le partite dei singoli gironi della seconda fase sono state ospitate da una delle quattro squadre, indicata in corsivo.

### Girone 1
| Pos. | Squadra             | Pt | G | V | N | P | GF | GS | DR  |
| ---- | ------------------- | -- | - | - | - | - | -- | -- | --- |
| 1.   | 1. FFC Francoforte  | 9  | 3 | 3 | 0 | 0 | 12 | 0  | +12 |
| 2.   | Breiðablik          | 6  | 3 | 2 | 0 | 1 | 3  | 6  | +3  |
| 3.   | HJK                 | 1  | 3 | 0 | 1 | 2 | 1  | 4  | -3  |
| 4.   | Universitet Vitebsk | 1  | 3 | 0 | 1 | 2 | 0  | 6  | -6  |

| 12 settembre 2006 | HJK                 | 1 - 2 | Breiðablik          | Helsinki |
| 12 settembre 2006 | 1. FFC Francoforte  | 5 - 0 | Universitet Vitebsk | Helsinki |
| 14 settembre 2006 | 1. FFC Francoforte  | 5 - 0 | Breiðablik          | Helsinki |
| 14 settembre 2006 | Universitet Vitebsk | 0 - 0 | HJK                 | Helsinki |
| 17 settembre 2006 | HJK                 | 0 - 2 | 1. FFC Francoforte  | Helsinki |
| 17 settembre 2006 | Breiðablik          | 1 - 0 | Universitet Vitebsk | Helsinki |

### Girone 2
| Pos. | Squadra                     | Pt | G | V | N | P | GF | GS | DR |
| ---- | --------------------------- | -- | - | - | - | - | -- | -- | -- |
| 1.   | Umeå IK                     | 9  | 3 | 3 | 0 | 0 | 7  | 1  | +6 |
| 2.   | Kolbotn                     | 6  | 3 | 2 | 0 | 1 | 7  | 5  | +2 |
| 3.   | RCD Espanyol                | 3  | 3 | 1 | 0 | 2 | 7  | 7  | 0  |
| 4.   | FC Lehenda-Cheksil Černihiv | 0  | 3 | 0 | 0 | 3 | 1  | 9  | -8 |

| 12 settembre 2006 | Kolbotn IL                  | 4 - 2 | RCD Espanyol                | Kolbotn |
| 12 settembre 2006 | Umeå IK                     | 2 - 0 | FC Lehenda-Cheksil Černihiv | Kolbotn |
| 14 settembre 2006 | Umeå IK                     | 3 - 0 | RCD Espanyol                | Kolbotn |
| 14 settembre 2006 | FC Lehenda-Cheksil Černihiv | 1 - 2 | Kolbotn IL                  | Kolbotn |
| 17 settembre 2006 | Kolbotn IL                  | 1 - 2 | Umeå IK                     | Kolbotn |
| 17 settembre 2006 | RCD Espanyol                | 5 - 0 | FC Lehenda-Cheksil Černihiv | Kolbotn |

### Girone 3
| Pos. | Squadra         | Pt | G | V | N | P | GF | GS | DR |
| ---- | --------------- | -- | - | - | - | - | -- | -- | -- |
| 1.   | Turbine Potsdam | 7  | 3 | 2 | 1 | 0 | 7  | 2  | +5 |
| 2.   | Saestum         | 7  | 3 | 2 | 1 | 0 | 7  | 3  | +4 |
| 3.   | Rapide Wezemaal | 3  | 3 | 1 | 0 | 2 | 4  | 5  | -1 |
| 4.   | Sparta Praga    | 0  | 3 | 0 | 0 | 3 | 3  | 11 | -8 |

| 12 settembre 2006 | Turbine Potsdam | 1 - 0 | Rapide Wezemaal | Zeist |
| 12 settembre 2006 | Sparta Praga    | 1 - 3 | Saestum         | Zeist |
| 14 settembre 2006 | Rapide Wezemaal | 4 - 2 | Sparta Praga    | Zeist |
| 14 settembre 2006 | Turbine Potsdam | 2 - 2 | Saestum         | Zeist |
| 17 settembre 2006 | Sparta Praga    | 0 - 4 | Turbine Potsdam | Zeist |
| 17 settembre 2006 | Saestum         | 2 - 0 | Rapide Wezemaal | Zeist |

### Girone 4
| Pos. | Squadra      | Pt | G | V | N | P | GF | GS | DR  |
| ---- | ------------ | -- | - | - | - | - | -- | -- | --- |
| 1.   | Arsenal      | 9  | 3 | 3 | 0 | 0 | 12 | 4  | +8  |
| 2.   | Brøndby      | 6  | 3 | 2 | 0 | 1 | 7  | 3  | +4  |
| 3.   | Rossijanka   | 3  | 3 | 1 | 0 | 2 | 9  | 9  | 0   |
| 4.   | 1. FC Femina | 0  | 3 | 0 | 0 | 3 | 3  | 15 | -12 |

| 12 settembre 2006 | Brøndby      | 5 - 1 | 1. FC Femina | Krasnoarmejsk |
| 12 settembre 2006 | Arsenal      | 5 - 4 | Rossijanka   | Krasnoarmejsk |
| 14 settembre 2006 | 1. FC Femina | 0 - 6 | Arsenal      | Krasnoarmejsk |
| 14 settembre 2006 | Brøndby      | 2 - 1 | Rossijanka   | Krasnoarmejsk |
| 17 settembre 2006 | Arsenal      | 1 - 0 | Brøndby      | Krasnoarmejsk |
| 17 settembre 2006 | Rossijanka   | 4 - 2 | 1. FC Femina | Krasnoarmejsk |

## Fase a eliminazione diretta

### Quarti di finale
| Squadra 1  | Totale         | Squadra 2          | Andata | Ritorno |
| ---------- | -------------- | ------------------ | ------ | ------- |
| Kolbotn    | 4 – 4 (g.f.c.) | 1. FFC Francoforte | 2 – 1  | 2 – 3   |
| Brøndby    | 4 – 2          | Turbine Potsdam    | 3 – 0  | 1 – 2   |
| Breiðablik | 1 – 9          | Arsenal            | 0 – 5  | 1 – 4   |
| Saestum    | 3 – 11         | Umeå IK            | 1 – 6  | 2 – 5   |

#### Andata
| Arbitro: | Claudine Brohet |

|                      |           |            |
| Gulbrandsen 48’, 51’ | Marcatori | 74’ Smisek |

| Arbitro: | Alexandra Ihringova |

|                                         |           |  |
| Sorensen 7’ Kjar Jensen 55’ Nielsen 85’ | Marcatori |  |

| Arbitro: | Floarea Cristina Ionescu |

|  |           |                                               |
|  | Marcatori | 32’, 67’ Smith 70’ Sanderson 75’, 79’Fleeting |

| Arbitro: | Cristina Dorcioman |

|           |           |                                                    |
| Smith 85’ | Marcatori | 9’, 62’, 64’ Ljungberg 43’, 63’ Marta 69’ Sjöström |

#### Ritorno
| Arbitro: | Natalia Avdonchenko |

|                              |           |                               |
| Smisek 8’, 57’ Wimbersky 49’ | Marcatori | 66’ Gulbrandsen 67’ Herlovsen |

| Arbitro: | Eva Oedlund |

|                        |           |          |
| Hingst 48’ Carlson 90’ | Marcatori | 45’ Falk |

| Arbitro: | Jenny Palmqvist |

|                                             |           |                  |
| Fleeting 7’ Smith 24’ Carney 85’ Yankey 89’ | Marcatori | 68’ Bjornsdottir |

| Arbitro: | Gyöngyi Gaál |

|                                          |           |                                |
| Moström 12’, 23’ Klaveness 21’, 46’, 75’ | Marcatori | 43’ Vermeulen 64’ (aut.) Frisk |

### Semifinali
| Squadra 1 | Totale | Squadra 2 | Andata | Ritorno |
| --------- | ------ | --------- | ------ | ------- |
| Kolbotn   | 1 – 11 | Umeå IK   | 1 – 5  | 0 – 6   |
| Brøndby   | 2 – 5  | Arsenal   | 2 – 2  | 0 – 3   |

#### Andata
| Arbitro: | Wendy Toms |

|             |           |                                               |
| Rønning 35’ | Marcatori | 2’, 77’ Ljungberg 54’ Klaveness 68’, 89’Marta |

| Arbitro: | Claudine Brohet |

|                        |           |               |
| Pape 16’ L. Jensen 59’ | Marcatori | 9’, 51’ Smith |

#### Ritorno
| Arbitro: | Natalia Avdonchenko |

|                                    |           |  |
| Yankey 33’ Carney 53’ Fleeting 90’ | Marcatori |  |

| Arbitro: | Nicole Petignat |

|                                                             |           |  |
| Marta 12’, 77’ Ljungberg 24’, 90+2’ Mäkinen 48’ Moström 55’ | Marcatori |  |

### Finale
| Squadra 1 | Totale | Squadra 2 | Andata | Ritorno |
| --------- | ------ | --------- | ------ | ------- |
| Umeå IK   | 0 – 1  | Arsenal   | 0 – 1  | 0 – 0   |

#### Andata
| Arbitro: | Christine Beck |

|  |           |             |
|  | Marcatori | 90+1’ Scott |

#### Ritorno
| Borehamwood 29 aprile 2007, ore 13:00 (CET) | Arsenal         | 0 – 0 referto | Umeå IK | Meadow Park (3 467 spett.)\| Arbitro: \| Nicole Petignat \| |
| Arbitro:                                    | Nicole Petignat |               |         |                                                             |

## Statistiche

### Classifica marcatrici
| Gol |  |  | Giocatore       | Squadra |
| --- |  |  | --------------- | ------- |
| 7   |  |  | Hanna Ljungberg | Umeå IK |
| 6   |  |  | Marta           | Umeå IK |
| 5   |  |  | Kelly Smith     | Arsenal |